# シンハーサナ・ドゥヴァートリンシカー
『シンハーサナ・ドゥヴァートリンシカー』（サンスクリット: सिंहासनद्वात्रिंशिका siṃhāsana-dvātriṃśikā）は、教訓的内容を持つ、32話からなるインドの説話集。題は日本語に訳した『獅子座三十二話』の名でも知られる（なお、「獅子座」とは玉座のことで、星座の名前ではない）。

## 概要
インドの他の多くの説話集と同様、枠物語の形式を取っている。枠物語では11世紀パラマーラ朝のボージャ王が古代のヴィクラマ王の玉座を発見するが、すわろうとすると玉座に彫られた32の天女の像が止め、ヴィクラマ王のような優れた王でなければすわることができないという。32の像はそれぞれヴィクラマ王の事績を語る。
ボージャ王の治世よりも後の時代に書かれたことは確実であるが、正確な成立年代は明らかでない。著者名も不明である。
原作は失われているが、さまざまな伝本がある。フランクリン・エジャートンは南インド本(SR)、韻文本(MR)、簡略本(BR)、ジャイナ本(JR)、ヴァラルチ本(VarR)に分けるが、ヴァラルチ本はほとんどジャイナ本と同じである。

## 翻訳
『シンハーサナ・ドゥヴァートリンシカー』はアクバルの時代にペルシア語に翻訳された。ヒンディー語版『スィンハーサン・バッティースィー』はフォート・ウィリアム大学の教材として、ラッルーラール(en)によってブラジュ・バーシャー語版から翻訳され、1805年に出版された。他の現代インド諸言語にも翻訳されている。モンゴル語のものは『アラジ・ボージ』（ボージャ王）の名で人気のある物語になった。
英語訳はエジャートンにより5種の伝本を別々に翻訳したもの(1926)のほか、A.N.D.Haksarのもの(1998)などがある。ハンス・ヨルゲンセン(en)はネワール語版から英語に翻訳している(1939)。